# امجحامية (المضاربة والعارة)

تعديل مصدري - تعديل

امجحامية هي إحدى قرى عزلة المضاربة بمديرية المضاربة والعارة التابعة لمحافظة لحج، بلغ تعداد سكانها 32 نسمة حسب تعداد اليمن لعام 2004.